# Religião na América Latina
Religião na América Latina
A religião na América Latina é caracterizada pela predominância histórica do catolicismo, e pelo crescente número e influência de um grande número de grupos que pertencem ao protestantismo, bem como pela presença da irreligião. Segundo o Pew Research Center, em 2014, 69% da população era católica, 19% era evangélica e 9% não tinham filiação religiosa, enquanto 4% eram de outras religiões.

## Cristianismo
A maioria dos latino-americanos são cristãos (90%), principalmente católicos romanos. A filiação a denominações protestantes está aumentando, particularmente no Brasil, Honduras, Guatemala, Nicarágua, El Salvador e Porto Rico. Em particular, o pentecostalismo tem experimentado um crescimento massivo. Este movimento está atraindo cada vez mais as classes médias da América Latina. O anglicanismo também tem uma presença longa e crescente na América Latina. O crescimento do protestantismo (particularmente, do protestantismo evangélico) na América Latina tem sido amplamente atribuído ao trabalho missionário independente americano e à influência do governo dos EUA por meio da Operação Condor e seus governos fantoches de direita. A maioria dos protestantes evangélicos que vieram dos Estados Unidos para disseminar suas crenças na América Latina foi financiada pelos republicanos. Essa estratégia para infiltrar o movimento nos países latino-americanos, principalmente por meio de evangélicos, envolveu empresas, agentes governamentais, líderes religiosos e intelectuais americanos que contataram seus associados no Brasil e em outros países latino-americanos. Com esse envolvimento massivo de muitas organizações e indivíduos, o governo dos EUA buscou conter a América Latina do comunismo e de outros movimentos politicamente liberais a moderados.
De acordo com a pesquisa detalhada do Pew Research Center em vários países em 2014, 69% da população latino-americana é católica e 19% é protestante, aumentando para 22% no Brasil e mais de 40% em grande parte da América Central. Mais da metade deles são convertidos.  De acordo com a pesquisa Pew de 2014, os 46 países e territórios da América Latina e do Caribe compreendiam, em termos absolutos, a segunda maior população cristã do mundo (24%; incluindo territórios dos EUA, britânicos, holandeses e franceses), depois dos 50 países e territórios da Europa (26%; incluindo a Rússia, excluindo a Turquia), mas logo antes dos 51 países e territórios da África Subsaariana (24%; incluindo a Mauritânia, excluindo o Sudão).  Um inquérito realizado em 2024 pela M&R Consultores concluiu que 36,2% dos latino-americanos se identificaram como católicos, 31% como crentes não denominacionais e 27,7% como protestantes.
Chegada do cristianismo

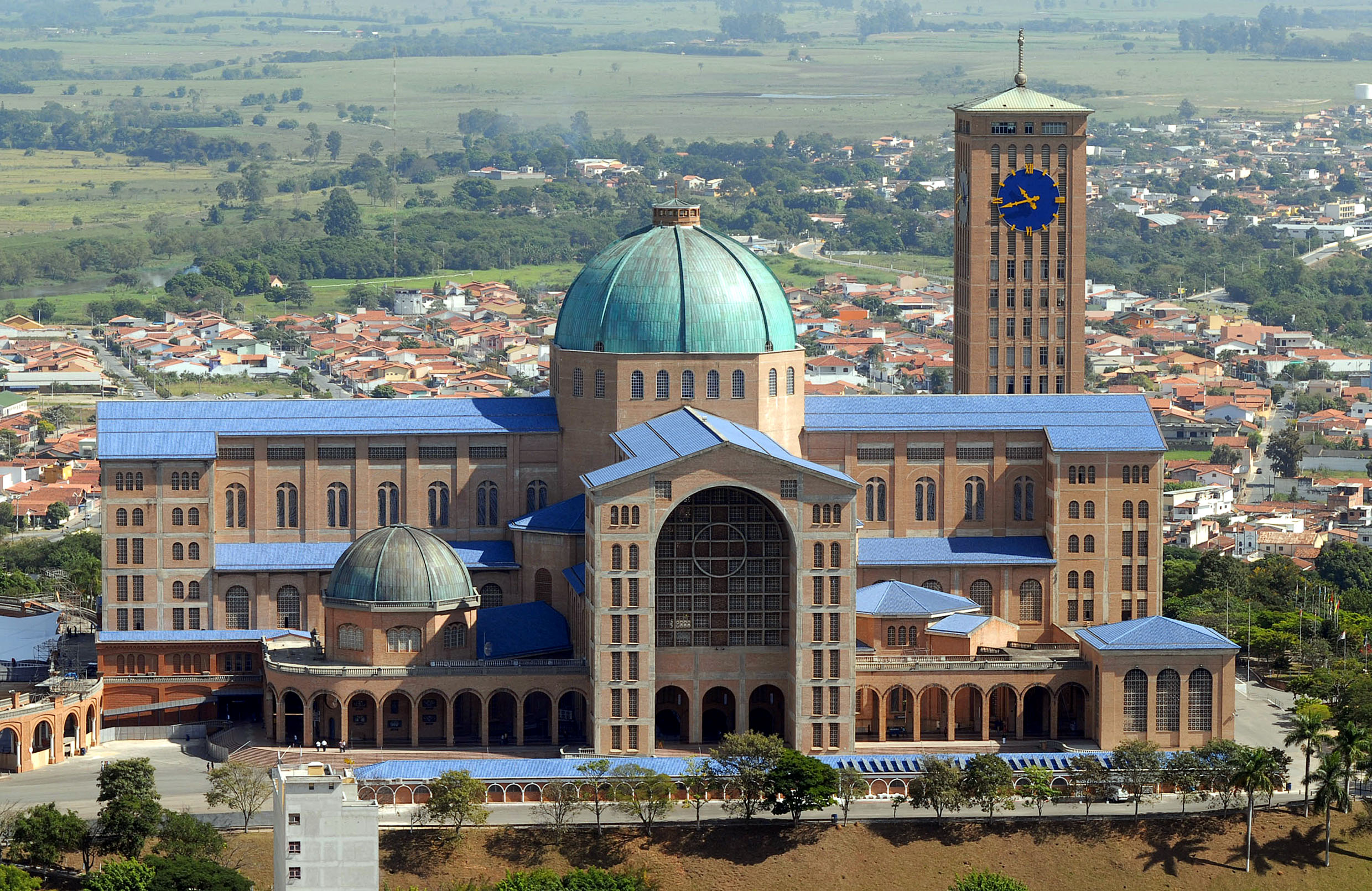
Catedral Basílica de Nossa Senhora Aparecida a maior Catedral do mundo, o maior templo católico do Brasil e segundo maior do mundo. Em Aparecida - São Paulo.

O cristianismo é uma das principais religiões da América Latina hoje, mas nem sempre foi assim. O cristianismo foi uma ideia que os conquistadores espanhóis trouxeram com eles quando chegaram ao Novo Mundo e algo que tentaram espalhar quando ali chegaram. Converter os povos nativos das Américas foi um dos principais objetivos da conquista espanhola das Américas.  Financiados por doações papais, os monarcas e conquistadores espanhóis foram incentivados a converter os povos das Américas ao cristianismo.  Essa conversão dos nativos permitiu que os espanhóis reivindicassem o Novo Mundo como seu enquanto espalhavam a palavra, e também serviu para unificar as novas terras. Essa conversão e disseminação do cristianismo é chamada de evangelização, e o clero sentiu que era seu dever realizar essa tarefa. 
A propagação
Dentro dessa disseminação, diferentes ordens religiosas adotaram diferentes abordagens para converter os nativos. A primeira delas foram os franciscanos. Os franciscanos acreditavam que imitar Cristo faria com que os nativos fossem atraídos para o cristianismo.  Eles confiavam na “busca da pobreza apostólica e da caridade” e esperavam que imitar Cristo em suas ações atrairia os nativos para a religião. Os franciscanos também tinham uma visão ligeiramente diferente sobre o porquê da conversão ser necessária. Eles acreditavam que o fim dos tempos viria quando o cristianismo fosse espalhado para todos os cantos do mundo.  Por causa disso, eles se apressaram em sua conversão e se concentraram mais em tentar batizar o maior número possível de pessoas do que em garantir que os nativos tivessem uma compreensão profunda da fé cristã. Os dominicanos tinham uma visão muito diferente sobre a conversão. Eles acreditavam que as pessoas precisavam ter uma conexão profunda com Deus antes de serem batizadas, então eles passavam mais tempo em cada local, certificando-se de que os nativos entendessem completamente a palavra antes de batizá-los e passar para a próxima área. Eles não só tinham uma visão diferente sobre a conversão, mas também sobre os nativos como pessoas. Enquanto o resto do mundo espanhol os via como selvagens, os dominicanos reconheciam que eles eram pessoas e que os espanhóis não eram melhores do que eles. Os espanhóis também pecaram contra seu Deus, então, na mente dos dominicanos, isso não os tornava diferentes dos nativos. Eles também eram os que viam os efeitos da cultura dos nativos em sua conversão, e isso também era parte do motivo pelo qual eles passavam tempo em cada local, garantindo que não misturassem as duas religiões. Essas são apenas duas das muitas ordens religiosas diferentes que tentaram converter as Américas ao cristianismo. Embora cada grupo tivesse maneiras ligeiramente diferentes de converter os nativos, essas duas ordens apresentam os dois ideais abrangentes por trás da conversa: lento e focado na compreensão ou rápido e concentrado no número de conversões.
Desafios com a propagação do cristianismo
Embora cada grupo religioso tenha feito a conversão de forma ligeiramente diferente, cada grupo enfrentou um conjunto semelhante de problemas. Esses desafios surgiram na forma de barreiras culturais e linguísticas. Essas diferenças chegaram ao auge em um colóquio em 1524. Aqui, líderes religiosos de ambos os lados se reuniram e expressaram suas opiniões sobre a transformação religiosa. Os espanhóis expressaram suas opiniões sobre como a conversão deveria ocorrer, e os nativos compartilharam seus medos sobre isso. De acordo com um dos senhores mexicanos, os nativos não se opunham à ideia de uma nova religião ou ao aprendizado de aspectos dela, mas ele alertou sobre tentar fazer muito e evitar irritar os deuses dos nativos. Ele disse a eles para prosseguirem lentamente com grande deliberação se quisessem continuar sua conversão. A barreira da língua foi um dos maiores desafios que os espanhóis tiveram que superar. Os nativos tinham centenas de línguas diferentes, tornando quase impossível para os missionários compartilhar a palavra com os diferentes grupos. Para consertar isso, os missionários convertem partes da Bíblia para o náuatle. Esta era a língua franca, a língua do governo e do comércio, da maior parte do México e de partes da América Central, e dava-lhes a melhor maneira de alcançar o maior número possível de pessoas com o mínimo de trabalho. O outro desafio que enfrentaram foi cultural. Com os nativos tendo uma história e cultura tão longas e profundas antes que os espanhóis chegassem lá, era difícil convencê-los a abandonar a religião que praticavam há séculos. Isso acabou levando a uma conversão distorcida. Os nativos misturaram as duas religiões e criaram um híbrido, parte do qual ainda é praticado hoje no México. Essa natureza mista da religião e a adoção de uma nova religião em práticas antigas é chamada de transculturalismo. Isso era especialmente prevalente no México e em seu deus, Texcatlipoca. Devido à velocidade com que a maioria das áreas do México foram convertidas, havia lacunas em seu conhecimento. Por causa disso, eles associaram características de seu deus ao Deus cristão. Embora inicialmente os missionários pensassem que isso era um bom sinal e que os nativos estavam aprendendo, isso levou a uma visão distorcida do cristianismo, onde eles concordavam com certas crenças e as incorporavam em sua religião preexistente. Embora houvesse algum sucesso com a conversão, os nativos frequentemente rejeitavam os ideais completamente ou encontravam maneiras de dobrá-los para se adequarem à sua antiga religião. Se nenhuma dessas coisas funcionasse, muitos simplesmente fugiriam, seja para encontrar um novo lar ou de volta ao antigo lar que tinham antes da chegada dos espanhóis. Isso, no entanto, não era totalmente ruim. Os missionários podiam usar seu amor por festivais e rituais para atrair as pessoas a adorar a Deus.  Isso lhes permitiu misturar o que sabiam que os nativos gostavam com o que tentavam ensiná-los. Esse processo levou muitos nativos a aceitarem aspectos do cristianismo, conhecido como sincretismo. O sincretismo era a mistura do antigo e do novo. Era aplicar os princípios básicos que aprenderam com os missionários e combiná-los com seus costumes religiosos para criar suas religiões híbridas. Parte da razão para essa resistência contra a religião cristã foi causada pelos espanhóis. A forma como conquistaram as terras das Américas e depois forçaram os nativos a aprender o cristianismo criou a imagem de um “Deus conquistador” em vez de um Deus de amor e paz.  Esta imagem contrastante fez com que muitos ficassem confusos com as imagens diferentes que os missionários estavam retratando e fez com que os nativos se opusessem à conversão.

## Credos indígenas e afro-latinos
Credos e rituais indígenas ainda são praticados em países com grandes porcentagens de ameríndios, como Bolívia, Guatemala, México e Peru. Várias tradições afro-latino-americanas, como Santería, Candomblé, Umbanda, Macumba e religiões tribais-vodu também são praticadas, principalmente em Cuba, Brasil e Haiti.

## Outras religiões do mundo
A Argentina abriga as maiores comunidades de judeus (180.000 - 300.000) e muçulmanos (500.000 - 600.000) na América Latina. O Brasil é o país com mais praticantes no mundo do Espiritismo de Allan Kardec. Praticantes do judaísmo, mormonismo, testemunhas de Jeová, budismo, islamismo, hinduísmo, fé bahá'í e xintoísmo também estão presentes na América Latina.

## Estatísticas

### Número de seguidores por país (Projeção de 2015 da Pew Research para o ano de 2020)
| Países             | População Total | Cristãos % | População Cristã | Não-filiados % | Populaçaõ Não-filiada | Outras religiões % | População de Outras religiões | Source |
| ------------------ | --------------- | ---------- | ---------------- | -------------- | --------------------- | ------------------ | ----------------------------- | ------ |
| Argentina          | 44,830,000      | 85.4%      | 38,420,000       | 12.1%          | 5,320,000             | 2.5%               | 1,090,000                     | [ 14 ] |
| Bolivia            | 11,830,000      | 94%        | 11,120,000       | 4.1%           | 480,000               | 1.9%               | 230,000                       | [ 15 ] |
| Brazil             | 210,450,000     | 88.1%      | 185,430,000      | 8.4%           | 17,620,000            | 3.5%               | 7,400,000                     | [ 16 ] |
| Chile              | 18,540,000      | 88.3%      | 16,380,000       | 9.7%           | 1,800,000             | 2%                 | 360,000                       | [ 17 ] |
| Colombia           | 52,160,000      | 92.3%      | 48,150,000       | 6.7%           | 3,510,000             | 1%                 | 500,000                       | [ 18 ] |
| Costa Rica         | 5,270,000       | 90.8%      | 4,780,000        | 8%             | 420,000               | 1.2%               | 70,000                        | [ 19 ] |
| Cuba               | 11,230,000      | 58.9%      | 6,610,000        | 23.2%          | 2,600,000             | 17.9%              | 2,020,000                     | [ 20 ] |
| Ecuador            | 16,480,000      | 94%        | 15,490,000       | 5.6%           | 920,000               | 0.4%               | 70,000                        | [ 21 ] |
| El Salvador        | 6,670,000       | 88%        | 5,870,000        | 11.2%          | 740,000               | 0.8%               | 60,000                        | [ 22 ] |
| Guatemala          | 18,210,000      | 95.3%      | 17,360,000       | 3.9%           | 720,000               | 0.8%               | 130,000                       | [ 23 ] |
| Guyana             | 850,000         | 67.9%      | 580,000          | 2%             | 20,000                | 30.1%              | 250,000                       | [ 24 ] |
| Haiti              | 11,550,000      | 87%        | 10,040,000       | 10.7%          | 1,230,000             | 2.3%               | 280,000                       | [ 25 ] |
| Honduras           | 9,090,000       | 87.5%      | 7,950,000        | 10.5%          | 950,000               | 2%                 | 190,000                       | [ 26 ] |
| Mexico             | 126,010,000     | 94.1%      | 118,570,000      | 5.7%           | 7,240,000             | 0.2%               | 200,000                       | [ 27 ] |
| Nicaragua          | 6,690,000       | 85.3%      | 5,710,000        | 13%            | 870,000               | 1.7%               | 110,000                       | [ 28 ] |
| Panama             | 4,020,000       | 92.7%      | 3,720,000        | 5%             | 200,000               | 2.3%               | 100,000                       | [ 29 ] |
| Paraguai           | 7,630,000       | 96.9%      | 7,390,000        | 1.1%           | 90,000                | 2%                 | 150,000                       | [ 30 ] |
| Peru               | 32,920,000      | 95.4%      | 31,420,000       | 3.1%           | 1,010,000             | 1.5%               | 490,000                       | [ 31 ] |
| Dominican Republic | 11,280,000      | 88%        | 9,930,000        | 10.9%          | 1,230,000             | 1.1%               | 120,000                       | [ 32 ] |
| Suriname           | 580,000         | 52.3%      | 300,000          | 6.2%           | 40,000                | 41.5%              | 240,000                       | [ 33 ] |
| Uruguay            | 3,490,000       | 57%        | 1,990,000        | 41.5%          | 1,450,000             | 1.5%               | 50,000                        | [ 34 ] |
| Venezuela          | 33,010,000      | 89.5%      | 29,540,000       | 9.7%           | 3,220,000             | 0.8%               | 250,000                       | [ 35 ] |
| Latin America      | 653,390,000     | 89.7%      | 585,850,000      | 8%             | 52,430,000            | 2.3%               | 15,110,000                    | [ 36 ] |

### Latinobarómetro 2024
| Country            | Católicos (%) | Protestantes (%) | Não-filiados(%) |
| ------------------ | ------------- | ---------------- | --------------- |
| Paraguay           | 72            | 7                | 0               |
| Mexico             | 72            | 5                | 15              |
| Colombia           | 57            | 15               | 20              |
| Ecuador            | 65            | 19               | 13              |
| Bolivia            | 63            | 20               | 9               |
| Peru               | 64            | 21               | 9               |
| Venezuela          | 72            | 8                | 14              |
| Argentina          | 63            | 9                | 20              |
| Panama             | 52            | 29               | 11              |
| Chile              | 45            | 17               | 37              |
| Costa Rica         | 52            | 25               | 37              |
| Brazil             | 46            | 28               | 17              |
| Dominican Republic | 43            | 28               | 25              |
| El Salvador        | 40            | 35               | 21              |
| Guatemala          | 39            | 40               | 18              |
| Honduras           | 36            | 43               | 19              |
| Uruguay            | 33            | 6                | 52              |
| Latin America      | 54            | 19               | 19              |